# Motorische homunculus
Onder motorische homunculus wordt de projectie van het lichaamsschema op de primaire motorische schors verstaan. 

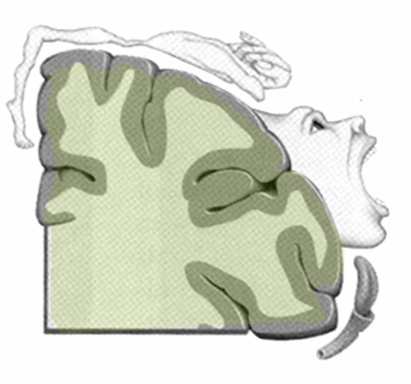
De motorische homunculus. Het lichaamsoppervlak is hier somatotoop geprojecteerd op gedeeltelijk de sulcus centralis en de gyrus praecentralis (coronale doorsnede van de rechtergrotehersenhelft)

 Door verschillende gebieden van de motorische schors in de gyrus praecentralis elektrisch te stimuleren konden Penfield en Rasmussen precies aangeven welke gebieden van de motorische schors met bewegingen van welke ledematen of gezichtspieren correspondeerden. Dit principe heet somatotope representatie. De motorische homunculus wordt uitgebeeld als een mannetje met grote handen, vingers, voeten en lippen dat ondersteboven tegen de motorische schors ligt gevlijd. De omvang van de ledematen van het mannetje beeldt de grootte van het corresponderende gebied in de motorische schors uit. Ook het primaire tastgebied van de hersenen in de aangrenzende gyrus postcentralis kent een soortgelijke somatotope representatie: dit is de somatosensibele homunculus.